# Dalou Shan
Dalou Shan är en bergskedja i Kina. Den ligger i den centrala delen av landet, 1 600 km sydväst om huvudstaden Peking.